# Doppelkopf-Sonderregeln
Zum Kartenspiel Doppelkopf existieren zahlreiche Sonderregeln, von denen einige hier aufgeführt werden. Die hier genannten Varianten des Doppelkopfspiels entsprechen nicht den Turnierspielregeln. Sie finden dennoch häufig in privaten Spielrunden Anwendung. Die Sonderregeln für das Normalspiel nach den Turnierspielregeln finden sich im Hauptartikel.

Fuchs

Dulle

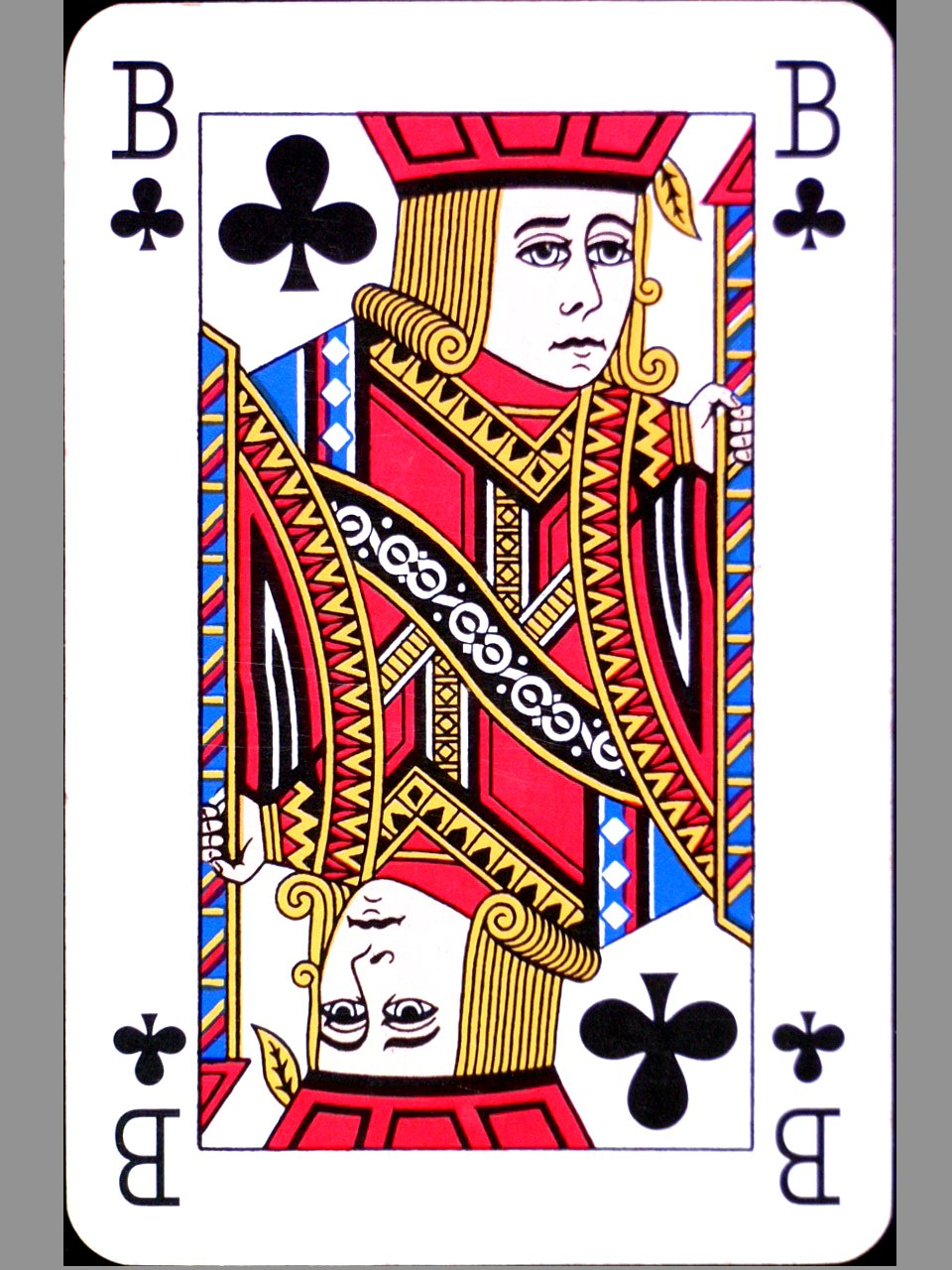
Karlchen

## Alternative Spielwertungen
- Re und Kontra verdoppeln jeweils den Spielwert. In diesem Fall können die Sonderpunkte vor oder nach den Verdoppelungen durch Re und Kontra verrechnet werden.
- Endet das Spiel mit 120 : 120 Augen, so erhält die Kontrapartei nur einen Punkt gegen die Alten beziehungsweise gegen den Solospieler. Der Grundwert für ein gewonnenes Spiel wird hier als keine 120 interpretiert, was in diesem Fall keine der beiden Parteien erreicht hat.
- Wenn die Verliererpartei mit den erreichten Sonderpunkten eigentlich Punkte gutgeschrieben bekommen müsste, werden trotzdem keine Punkte für das Spiel vergeben. Man sagt, die Verliererpartei kann das Spiel nicht durch die Hintertür kippen.

## An- und Absagen
Eine weit verbreitete Variante aus Nordrhein-Westfalen und Niedersachsen sieht folgendes alternative Schema vor: Re muss vor dem Liegen der fünften Karte, Kontra vor der 13. Karte angesagt werden. Dies gibt der Kontra-Partei einen kleinen strategischen Vorteil, was aber vor allem bei einem Spiel ohne Neunen durch den zu Trumpf verschobenen Kartenanteil wieder ausgeglichen wird. Dadurch können ebenfalls weitere Bockrunden bei einem verlorenen Kontra entstehen.
Eine andere Variante erlaubt Re und Kontra bis vor der siebten Karte.

### Anonyme Ansage (Tuck)
In Teilen von Rheinland-Pfalz und Nordrhein-Westfalen wird eine anonyme Ansage gespielt. Statt mit Re oder Kontra ist den Spielern nur gestattet, mit der neutralen Ansage Tuck (andernorts auch Stoß) den Spielwert zu erhöhen. Auf diese Weise bleiben die Spieler länger im Unklaren, wer mit wem spielt. Diese Variante erfordert geradezu detektivische Beobachtung des Spielverlaufs, was ihren besonderen Reiz ausmacht.
Insbesondere wird der Begriff im Falle einer (noch nicht vollzogenen) Hochzeit auch dann verwendet, wenn jemand ansagen will, sicher zu gewinnen, egal ob mit oder ohne die Alten.

## Feigheitsregel
Um auch einer Partei mit schlechten Karten eine Siegchance einzuräumen, spielen manche mit Feigheit. Bleibt eine Partei unter 30 Punkten, ohne dass die Gegenpartei „Keine 90“ gesagt hat, so hat sie trotz der wenigen Punkte gewonnen.
Gewinnt eine Partei gar keine Punkte, ohne dass die Gegenpartei „Keine 60“ gesagt hat, so hat sie das Spiel trotzdem gewonnen. Dies nennt man eine Superfeigheit.
Es darf während des Spiels nicht über Feigheit gesprochen werden.
Wer eine Ansage gemacht hat, kann nicht selbst auf Feigheit spielen.
Wer eine Stille Hochzeit spielt, kann nicht auf Feigheit spielen.
Im Solo gibt es keine Feigheit.
Bei einer anderen Variante, falls eine Mannschaft (Re oder Kontra) mehr als 210 Punkte erzielt, ohne Re oder Kontra angesagt zu haben, oder spielt sie schwarz, ohne keine 90 angesagt zu haben, so werden die nach normaler Zählung erreichten Punkte der gegnerischen Mannschaft angerechnet.

## Zwingung
Liegen im ersten Stich mindestens 35 Punkte, muss der Spieler, der den Stich erhält, entsprechend seiner Karte Re oder Kontra ansagen. Diese Regel ist nur beim Spiel mit Neunen sinnvoll anwendbar.
- Strategien:
  1. Spieler mit starkem Blatt haben meist ein Interesse an einer Ansage und werden daher, wenn sie raus kommen, keinen Trumpf, sondern eine hohe schwarze Fehlfarbe (Ass oder Zehn) ausspielen. Wenn sie nicht rauskommen und eine schwarze Fehlfarbe angespielt wurde, werden sie ebenfalls ein Ass oder eine Zehn bedienen oder, falls möglich, mit Fuchs oder Karo-Zehn stechen.
  2. Spieler mit schwachem Blatt haben meist kein Interesse an einer Ansage. Wenn sie raus kommen, können sie mit dem Ausspiel einer Neun oder einem Buben (theoretisch könnten drei Asse zu dem Buben im Stich doch 35 Punkte ergeben, was praktisch aber nie vorkommen dürfte) eine Zwingung verhindern. Dies steht jedoch im Widerspruch zu anderen Spielstrategien. Für Spieler mit schwachem Blatt ist es meist nicht ratsam, Trumpf anzuspielen und als Ausspieler möchte man vorhandene Fehlfarben-Asse, die durchlaufen können, auch versuchen durchzubringen. Außerdem kann ein Spieler mit starkem Blatt auch ohne Zwingung eine Ansage tätigen. Spieler, die nicht rauskommen, werden so wenig Punkte wie möglich in den Stich legen. Kann ein Spieler die angespielte Fehlfarbe jedoch stechen, steht er vor der Entscheidung, einen Trumpf mit wenig Punkten (Karo-Neun, Bube) einzusetzen oder zu versuchen, seinen Fuchs durchzubringen.

Bei einer anderen Variante wird diese Regel auch „Pflichtansage“ genannt, wobei derjenige, der den ersten Stich mit 30 oder mehr Punkten macht, Re oder Kontra ansagen muss.

## Spiel mit Dullen
„Dulle“ ist einer der Regionalnamen für die „Herz 10“, wenn sie als Trumpf über den Kreuz-Damen stehen. Die Dullen werden auch „Spitzen“ genannt, da sie an der Spitze der Trümpfe stehen. Grundsätzliches: siehe Doppelkopf

### Zweite sticht erste Dulle
Fallen beide Dullen in einem Stich, so geht der Stich an den Spieler, der die zweite Dulle gespielt hat. Bei dieser Variante gibt es keinen absolut höchsten Trumpf im Spiel bis zu dem Zeitpunkt, zu dem die erste Dulle gespielt wird. Wenn ein Spieler beide Dullen hält, gilt dies nur für die drei anderen Spieler. Außerdem bevorzugt diese Regel die Re-Partei. Wenn noch beide Dullen im Spiel sind, muss die Kontra-Partei eine Dulle riskieren, um einen Stich bekommen zu können. Die Re-Partei kann das gleiche Ziel jedoch alternativ mit einer Dulle oder einer Kreuz-Dame erreichen.

### Dulle fangen
Wenn die erste Dulle Vorrang vor der zweiten Dulle hat, gibt es, wenn in einem Stich beide Dullen fallen, einen Sonderpunkt für die Partei, die den Stich gemacht hat, wenn die zweite Dulle von der Gegenpartei gelegt wurde. Diese Regel kann auch nur für den letzten Stich gelten.

### Zweite schlägt erste Dulle im letzten Stich
Wenn die erste Dulle Vorrang vor der zweiten Dulle hat, kann diese Regel im letzten Stich umgekehrt werden. Fallen im letzten Stich beide Dullen, so macht die zweite Dulle den Stich.

### Erste schlägt zweite Dulle im letzten Stich
Wenn die zweite Dulle Vorrang vor der ersten Dulle hat, kann diese Regel im letzten Stich umgekehrt werden. Fallen im letzten Stich beide Dullen, so macht die erste Dulle den Stich.

## Spiel mit Joker
Einigen Doppelkopfblättern liegt zusätzlich ein Joker bei. Wird mit Joker gespielt, so ist der Joker der höchste Trumpf in allen Spielen, in denen auch die Dullen, Damen und Buben Trümpfe sind. Beim Spiel mit Neunen wird eine Karo-Neun durch den Joker ersetzt, der Joker zählt null Augen. Beim Spiel ohne Neunen wird ein Karo-König durch den Joker ersetzt, der Joker zählt vier Augen. Bei Kreuz-, Pik- und Herz-Solo ist daher ein zusätzlicher Trumpf im Spiel. Die Handhabung der Dullen an sich wird davon nicht berührt. Bei Solospielen, bei denen nicht auch die Dullen, Damen und Buben Trümpfe sind, wird der Joker als Karo-Neun (Spiel mit Neunen) oder Karo-König (Spiel ohne Neunen) eingereiht. Alternativ kann der Joker aber auch bei diesen Spielen, sofern es überhaupt Trümpfe gibt, höchster Trumpf bleiben, wobei dann ein zusätzlicher Trumpf im Spiel ist.

## Karo-Könige

### Karo-König als Spitze
Bei dieser Variante des Doppelkopfs wird die höchste Karte im Spiel (im Normalfall die Herz-Zehn) durch den Karo-König ersetzt. Die Herz-Zehn wird stattdessen zu dem normalen Fehl unter Herz-Ass und über Herz-König eingereiht. Diese Variante ist vor allem in der Region um die Kreise Diepholz und Minden-Lübbecke die übliche Spielvariante. Des Weiteren wird dort ohne Neunen, aber mit Füchsen gespielt.
Hier gibt es noch die Variante, dass jeder der vier Spieler zwei Karten drücken kann, außer Karo Ass und Kreuz Dame, diese gedrückten Augen werden dann zum Schluss zu seiner Partei mitgezählt.

### Karo-Könige sind die Füchse
So kann es sein, dass man im Spielverlauf entscheiden muss, ob es wichtiger ist, den Farbstich mit dem Karo-Ass zu stechen, d. h. den Stich mit elf Augen fett zu machen, oder mit dem Karo-König, also dem Fuchs, nach Hause zu bringen. Sind die Karo-Asse die Füchse, fallen beide Vorzüge auf eine Karte.

### Karo-König als Gans
Wird ein Stich durch das Karo-Ass (Fuchs) gewonnen und fängt einen gegnerischen Karo-König (Gans), wird für diesen ein Sonderpunkt verteilt. Angelehnt ist diese Regel an das Kinderlied Fuchs, du hast die Gans gestohlen.

## Karlchen Müller
„Karlchen Müller“ ist ein recht weit verbreiteter Name des Kreuz-Buben, nach einigen Regeln aber nur, wenn er im letzten Stich fällt. Grundsätzliches: siehe Doppelkopf

### Doppelkarlchen
Macht ein Karlchen den letzten Stich und das zweite Karlchen derselben Partei liegt ebenfalls in dem Stich, so können dafür zwei Sonderpunkte vergeben werden.

### Karlchen fangen
Wird im letzten Stich ein Karlchen von der Gegenpartei überstochen und diese macht den Stich, so gibt es für die Gegenpartei einen Sonderpunkt. Liegen beide Karlchen und kein höherer Trumpf im letzten Stich, kann aber vereinbart werden, dass es trotzdem nur einen Sonderpunkt für die Partei, die den Stich macht, gibt. Werden von einer Partei beide Karlchen gefangen, so kann auch dafür nur ein Sonderpunkt vergeben werden.
Eine Abschwächung dieser Regel ist Lieschen Müller (oder auch Karola Müller oder Karlchen Killer): Wird im letzten Stich ein Karlchen von einer gegnerischen Karo-Dame überstochen und diese macht den Stich, so gibt es einen Sonderpunkt für die Gegenpartei; ein Verlust des Karlchens an eine andere gegnerische Karte kostet jedoch keinen Sonderpunkt.

### Zweites schlägt erstes Karlchen
Normalerweise hat das erste Karlchen Vorrang vor dem Zweiten. Diese Regel kann umgekehrt werden. Fallen im letzten Stich beide Karlchen und keine höheren Trümpfe, so macht das zweite Karlchen den Stich und diese Partei erhält einen Sonderpunkt.

## Letzter Stich mit dem Fuchs
Ähnlich wie bei der Variante Karlchen kann auch dafür, dass der letzte Stich mit dem Karo Ass gemacht wird, ein Sonderpunkt vergeben werden. Zuweilen wird diese Regel Fuchs am Pinn oder Fuchs am End genannt.

### Doppelfuchs im letzten Stich
Macht ein Fuchs den letzten Stich und der zweite Fuchs derselben Partei liegt ebenfalls in dem Stich, so können dafür zwei Sonderpunkte vergeben werden.

## Letzter Stich mit einem Fehl
Ähnlich wie bei der Variante Karlchen kann auch dafür, dass der letzte Stich mit einem Fehl gemacht wird (d. h. alle 4 Spieler haben keinen Trumpf mehr), ein Sonderpunkt vergeben werden. Im Westfälischen wird diese Regel „Fehl im Letzten“ genannt.

## Klabautermann
Bei dieser Variante wird ein Sonderpunkt vergeben, wenn eine Partei mittels der Pik-Dame einen Pik-König der gegnerischen Partei fängt, einen sogenannten Klabautermann. Werden beide Pik-Könige den Händen der gegnerischen Partei entrissen, spricht man von einem Doppel-Klabautermann, der der Partei, die den Stich durch die Pik-Dame gewinnt, zwei Sonderpunkte einbringt.

## Herzstich
Beim Spiel ohne Neunen kann die Farbe Herz nur durchlaufen, wenn jeder Spieler genau eine Herz-Karte auf der Hand hält und vorher nicht abwerfen konnte. Für so einen reinen Herzstich kann ein Sonderpunkt vergeben werden. Der Sonderpunkt kann auch vergeben werden, wenn jemand eine andere Fehlfarbe abwirft, statt zu trumpfen.

## Zweiter schwarzer Stich
Beim Spiel mit Neunen können die beiden schwarzen Farben Kreuz und Pik nur zweimal durchlaufen, wenn jeder Spieler genau zwei Karten der jeweiligen Farbe auf der Hand hält und vorher nicht abwerfen konnte. Für so einen zweiten reinen Kreuz- oder Pikstich kann ein Sonderpunkt vergeben werden. Der Sonderpunkt kann auch vergeben werden, wenn jemand eine andere Fehlfarbe abwirft, statt zu trumpfen.

## Stich mit vier Buben
Besteht ein Stich nur aus Buben, werden alle Spiele in der folgenden Runde nur mit halber Punktzahl gewertet. Oftmals wird umgangssprachlich in Anspielung auf die Bockrunde von einer Cock-Runde gesprochen.

## Hochzeit
Eine „Hochzeit“ hat ein Spieler auf der Hand, wenn er beide Kreuz-Damen (die beiden „Alten“) gleichzeitig hat. Grundsätzliches: siehe Doppelkopf.

### Findungsstich
Für den Findungsstich gibt es zahlreiche weitere Möglichkeiten. So kann sich der Besitzer der Hochzeit einen bestimmten Stich für die Findung aussuchen. Dies kann sowohl einer der zwölf (Spiel mit Neunen) bzw. zehn (Spiel ohne Neunen) Stiche sein als auch ein Stich, der bestimmte Anforderungen erfüllt, beispielsweise der zweite Fehlstich (Stich, bei dem eine Fehlfarbe ausgespielt wurde) oder der dritte fremde Trumpfstich (Stich, in dem Trumpf ausgespielt wurde und der nicht an den Besitzer der Hochzeit geht), oder der eine bestimmte Karte enthält, wie den zweiten Karo-Buben. Hier sind durchaus auch einigermaßen sinnlose Ansagen möglich.

### An- und Absagen
Das Verschieben der An- und Absagepunkte nach hinten kann eingeschränkt werden. Dann müssen nach der Findung sofort alle gewünschten An- und Absagen gemacht werden, die bis dahin auch in einem Spiel ohne Hochzeit hätten gemacht werden müssen. Ist zum Beispiel der dritte Stich der Findungsstich, so dürfen noch Re, Kontra angesagt und von beiden Parteien keine 90 abgesagt werden, aber auch keine 60 muss jetzt sofort abgesagt werden. Die weiteren An- und Absagepunkte liegen dann wie bei einem Spiel ohne Hochzeit.
An- und Absagen dürfen vor der Findung gemacht werden. Da nun noch nicht klar ist, wer mit wem zusammen spielen wird, heißt die Ansage für den Besitzer der Hochzeit Re und für die drei anderen Spieler Re oder Kontra. In Kombination mit dieser Regel kann die Verschiebung der An- und Absagepunkte ganz ausgesetzt oder eingeschränkt (siehe oben) werden.

### Anscheißen ist Pflicht
Bei dieser besonders im Münsterland beliebten Variante ist das Ziel der „Fremden“ Spieler (die Spieler ohne Hochzeit) den Spieler mit der Hochzeit zu einem Solo zu zwingen. Ihn also alleine spielen zu lassen. Der Spieler mit der Hochzeit spielt alleine zu Ende, wenn er den ersten Fehlstich innerhalb der ersten drei Runden holt, oder keinen Mitspieler findet, da in den drei Runden nur Trumpfstiche gewinnen.

## Genschern
Beim sogenannten Genschern handelt es sich um eine Anspielung auf das Koalitionsverhalten der FDP unter dem Vorsitz von Hans-Dietrich Genscher Anfang der 1980er Jahre, das schließlich im Jahre 1982 durch ein konstruktives Misstrauensvotum zur Ablösung der bis dahin in der Bundesrepublik Deutschland regierenden Koalition aus SPD und FDP durch eine Koalition aus CDU/CSU und FDP führte. Es gibt viele Varianten dieser Spielart. Wesentlich ist, dass ein Spieler unter bestimmten Bedingungen den Spielpartner wechseln kann.
Das Genschern ist nicht zwingend; ein Spieler, der genschern darf, kann darauf auch verzichten.

### Variante 1
Eine häufige Variante ist, dass ein Spieler, der beide Karo-Könige auf der Hand hat, beim Ausspielen des zweiten Karo-Königs Genscher verkündet. Er kann sich dann unter den drei anderen Spielern seinen Spielpartner für den Rest des Spiels aussuchen. In der Regel wählt er den Spieler, der bereits die meisten Augen in seinen Stichen gesammelt hat.

### Variante 2
Macht ein Spieler mit einem Karo-König einen Stich, so kann er genschern. Meistens kann bei dieser Variante der Spieler, der mit dem zweiten Karo-König einen Stich macht, erneut genschern. 
In Variante 1 und 2 kann das Genschern verboten werden, wenn die Spielpartner bereits auf andere Weise gefunden wurden.

### Variante 3
Macht ein Spieler mit beiden Karo-Damen einen Stich, so kann er zur anderen Partei genschern. Er zwingt somit seinen Mitspieler, ein Zwangssolo zu spielen.

## Armut
Die folgenden Varianten werden gespielt, wenn der von der Armut betroffene Spieler nicht mitgenommen wird.

### Variante 1 (Schwarze Sau)
Hier wird unterstellt, dass mindestens ein Spieler ein gutes Blatt besitzen muss, da der Spieler mit der Armut ja kaum Trümpfe besitzt. Schwarze Sau soll diesen Spieler bestrafen. Es ist jedoch ohne weiteres möglich, eine Schwarze Sau zu gewinnen.
- Ablauf:
  1. Jeder spielt für sich alleine, bis die zweite Pik-Dame (die Schwarze Sau) fällt.
  2. Der Spieler, der den Stich mit der zweiten Pik-Dame bekommt, spielt ab diesem Zeitpunkt ein Solo, das er sofort bestimmen muss.
  3. Abgerechnet wird wie bei einem normalen Solo, wobei die verbliebenen drei Spieler ihre Stiche natürlich zusammenlegen.

- Strategien:
  1. Entweder versuchen die Spieler die Pik-Dame loszuwerden, wenn sie kein Solo spielen wollen oder können.
  2. Oder ein, bisweilen auch zwei Spieler, versuchen die Pik-Dame zu bekommen, um dann mit ihren verbliebenen Karten – und bereits vorhandenen Stichen – ein Solo zu gewinnen.

### Variante 2 (Ramsch)
Hier wird davon ausgegangen, dass alle Spieler so ein schlechtes Blatt besitzen, dass es ihnen leicht fällt, das Spiel zu verlieren. Sollte ein Spieler bei der verweigerten Mitnahme gemauert haben, kann ihm das beim Ramsch leicht zum Verhängnis werden.
- Der Ablauf:
  1. Es wird ganz normal nach den üblichen Regeln gespielt.
  2. Auch eine stille Hochzeit ist möglich (siehe Strategien).
  3. Ansagen sind erlaubt, Absagen nicht.
  4. Die Zählung erfolgt nach den ganz normalen Regeln.
  5. Die Partei, die nach normaler Zählung verloren hätte, erhält die errechneten Punkte gutgeschrieben.

- Strategien:
  1. Die übliche Logik ist hier auf den Kopf gestellt, da man versucht, möglichst wenige Stiche zu machen. Absichtliches Fehlbedienen zum Verlieren des Spiels ist natürlich nicht statthaft.
  2. Grundsätzlich versucht man so schnell wie möglich alle Karten loszuwerden, mit denen man einen Stich machen könnte (ohne dabei tatsächlich einen zu machen).
  3. Bei Trumpfstichen werden möglichst hohe Trümpfe beigelegt, da so das eigene Blatt verschlechtert wird.
  4. Bei Fehlstichen werden die Asse und Zehnen in die Stiche des Gegners gelegt (sofern das absehbar ist).
  5. Lässt es sich nicht vermeiden, einen Stich zu machen, wird versucht, eine möglichst niedrige Punktzahl zu erzielen.
  6. Lässt es sich nicht vermeiden, einen Stich mit einem Trumpf zu machen, wird der höchste vorhandene Trumpf dafür verwendet.
  7. Es kann sinnvoll sein, einen Stich, in dem wenige Punkte liegen, mit dem höchsten vorhandenen Trumpf mitzunehmen, um das eigene Blatt zu verschlechtern.
  8. Da der Spieler mit der Armut bei seinen Trümpfen etwas eingeschränkt ist, kann es sinnvoll sein, Karo Ass oder Karo Zehn aufzuspielen und ihn zur Mitnahme zu zwingen (ist nur sinnvoll, wenn man weiß, dass er nicht der eigene Partner ist).
  9. Hat man eine stille Hochzeit, die nicht gut genug zur Mitnahme der Armut war, hat man es bei dieser Variante etwas einfacher, da man den anderen bedenkenlos Punkte abgeben kann.

### Heilige Drei Könige
In manchen Regionen gibt es den Sonderpunkt der Heiligen Drei Könige. Dieser kommt zustande, wenn in einem Stich drei Könige liegen und einer dieser Könige den Stich holt.

### Kaffeekränzchen
Ganz selten wird mit der Sonderregel gespielt, wenn 4 Damen in einem Stich liegen, dass derjenige, der den Stich gewinnt, einen Sonderpunkt erhält.

### König David
In sehr seltenen Fällen gibt es einen Sonderpunkt, wenn ein Stich mit der schwächsten Trumpfkarte gewonnen wird (also je nach Spielweise entweder die Karo Neun oder der Karo König).

## Schwein
Die „Schweine“ sind die beiden Karo-Asse („Füchse“), wenn sie auf einer Hand sind; üblicherweise müssen sie aber angesagt werden, sonst haben sie diese Funktion nicht. Grundsätzliches: siehe Doppelkopf.
Beim Spiel mit Joker stechen entweder die Schweine den Joker oder der Joker bleibt höchster Trumpf, womit dann ein Schwein gefangen werden kann, was in der Regel dann auch wie beim gefangenen Fuchs einen Sonderpunkt gibt.

### Schwein bei Armut
Wird mit Armut gespielt, gibt es mehrere Möglichkeiten:
1. Das Schwein muss vor dem Tauschen der Karten angesagt werden. Erhält der Spieler, der die Armut annimmt, damit das zweite Karo-Ass, so kann er kein Schwein mehr ansagen. Ist in der Armut jedoch ein vorher angesagtes Schwein (beide Karo-Asse, die dann üblicherweise offen geschoben werden müssen) enthalten, so behält dies seine Gültigkeit, wobei jedoch der Annehmer der Armut beide Karo-Asse behalten muss.
2. Erhält der Spieler, der die Armut annimmt, damit das zweite Karo-Ass, so darf er Schwein ansagen.
3. Der Spieler, der die Armut annimmt, kann grundsätzlich kein Schwein ansagen.
4. Alle Füchse müssen immer offen geschoben werden. Man kann aber auch Schweine schieben.

### Schwein im Solo
Beim Trumpfsolo können der Spieler oder auch sowohl der Spieler als auch die Gegenspieler Schwein ansagen, wenn einer beide Karo-Asse hält. Üblicherweise wird das Schwein dann vor den Solovorbehalten angesagt oder der Solospieler darf auf das Solo verzichten, wenn ein Gegenspieler ein Schwein ansagt. Diese Regel ist nur sinnvoll anwendbar, wenn das Schwein vor Spielbeginn angesagt werden muss. Das Zulassen des Schweins beim Trumpfsolo ist insofern konsequent, da auch bei einem Stillen Solo ein Schwein angesagt werden kann. Außerdem kann diese Regel auf die drei anderen Farbsoli erweitert werden. Schwein bleiben immer die beiden Karo-Asse, wodurch sich bei den drei anderen Farbsoli die Zahl der Trümpfe um je zwei erhöht.

### Schwein, sportlich
Zwei Füchse auf der Hand ergeben die Möglichkeit zum Schwein. Nur wenn der erste Fuchs durchkommt, wird der zweite zum Schwein. Die Regel gilt entweder nur, wenn der Spieler mit den beiden Karo-Assen auf der Hand mit dem ersten Fuchs selbst einen Stich macht, oder auch, wenn der erste Fuchs in einem Stich des Partners liegt. Das Schwein darf dann meist erst verkündet werden, wenn zu dem Zeitpunkt bereits die Partnerfindung abgeschlossen ist, da sonst ohne An- oder Absage oder im Falle der Re-Partei ohne das Spielen der Kreuz-Dame die Partnerschaft aufgedeckt werden würde. Dabei kann es passieren, dass der zweite Fuchs nicht zum Schwein wird, weil er vorher gespielt werden muss. Auch diese Möglichkeit zum Schwein muss entweder vor Spielbeginn angekündigt werden oder erst im Spielverlauf, wobei drei mögliche Zeitpunkte nach dem Spielen des ersten Karo-Asses in Frage kommen, nämlich unmittelbar nach dem Spielen des ersten Karo-Asses (Möglichkeit zum Schwein, wenn der Stich mit dem Fuchs an einen anderen Spieler geht; zweites Karo-Ass ist Schwein, wenn der Stich mit dem Fuchs gemacht wurde), nach der Partnerfindung (zweites Karo-Ass ist Schwein) oder beim Spielen des zweiten Karo-Asses, was dem Besitzer der beiden Karo-Asse einen strategischen Vorteil bietet.

## Hyperschwein
Das Hyperschwein (das können die Karo-Neunen sein, wenn sie auf einer Hand sind und angesagt werden) wird auch Superschwein oder Supersau genannt. Für ein mit einem Hyperschwein gefangenes Schwein kann ein Sonderpunkt wie beim gefangenen Fuchs vergeben werden.
Beim Spiel mit Joker stechen entweder die Hyperschweine und Schweine den Joker oder der Joker bleibt höchster Trumpf, womit dann ein Schwein gefangen werden kann, was in der Regel dann auch wie beim gefangenen Fuchs einen Sonderpunkt gibt.

### Variante 1
Diese Variante wird in Verbindung mit dem Schwein gespielt, bei dem die Ansage vor Spielbeginn erfolgt und die beiden Karo-Asse die beiden höchsten Trümpfe bilden. Hält ein Spieler beide Karo-Neunen und es wird ein Schwein angesagt, so kann er ein Hyperschwein ansagen. Dann sind die beiden Karo-Neunen die beiden höchsten Trümpfe und die beiden Karo-Asse werden zu den beiden zweithöchsten Trümpfen. Dieses Recht steht allen vier Spielern zu, so dass Schwein und Hyperschwein auch auf einer Hand liegen können. Bei Armut und im Solo kann genauso wie mit dem Schwein verfahren werden.

### Variante 2
Bei dieser Variante kann man, wenn man das erste Karo-Ass spielen möchte und das andere auch auf der Hand hat, ansagen, dass die beiden Füchse zu Schweinen werden und so die höchsten Trümpfe im Spiel sind. Hat dann ein Spieler (noch) beide Karo-Neunen auf der Hand (das kann auch derselbe Spieler sein), so kann er diese Karo-Neunen, in dem Moment, wo er die erste ausspielt, als Hyperschweine deklarieren, die dann auch die Schweine schlagen. Es kann vorkommen, dass man die Füchse nicht zu Schweinen erklärt, wenn man Angst davor hat, dass beide Karo-Neunen noch auf einer Hand sein könnten.
Gelegentlich sind in beiden Varianten die beiden Karo-Zehnen (statt der Neunen) die Superschweine.

## Weitere Soli
Grundsätzliches: siehe Doppelkopf

### Königesolo
Dies ist ein drittes Bildersolo: Entsprechend den Standard-Bildersoli (Damen- und Bubensolo) unterscheidet sich das Königesolo (auch Königsolo) lediglich durch die anderen Trümpfe. Es bleiben also Damen und Buben Fehlfarbkarten in der Grundsortierung der Farben. Sinnvoll ist dieses Solo nicht nur aus statistischen Gründen (Gleichberechtigung der Kartenverteilung), sondern auch in der Spielweise, die man „aus dem Pott“ nennt, bei welcher für die vorgegebene Punktzahl, die „abgespielt“ wird, vorher eine Anzahl von Pflichtsoli vereinbart wird. Damit wird es wichtig, dass alle Kartenverteilungen, die solofähig sind, gleichberechtigt spielbar werden. Z. B. kann man einen Pott von 120 Punkten spielen, in dessen Verlauf jeder Spieler drei Pflichtsoli zu spielen hat (beispielsweise: ein Farbsolo, ein Bildersolo und ein frei wählbares Solo). Dann ist es wichtig, dass aus Gerechtigkeit alle Kartenkombinationen gleichwertig sein sollten, also auch Könige mit den beiden anderen Bildern!

### Asssolo
Dies ist nicht mit dem Fleischlosen, auch Assesolo genannt, zu verwechseln. Beim Asssolo sind die acht Asse Trumpf. Das Spiel funktioniert wie ein Damensolo, nur dass die Trumpfstiche erheblich mehr, die Fehlstiche dafür weniger Punkte bringen.

### Zehnensolo
Beim Zehnensolo sind die acht Zehnen Trumpf. Das Spiel funktioniert wie ein Damensolo, nur dass die Trumpfstiche erheblich mehr, die Fehlstiche dafür weniger Punkte bringen.

### Neunensolo
Beim Neunensolo sind die acht Neunen Trumpf. Das Spiel funktioniert wie ein Damensolo, nur dass die Trümpfe an sich keine Punkte bringen, die Fehlstiche dafür immer Punkte bringen.

### Fleischlos verkehrt (odervon unten)
Es gibt keine Trümpfe, aber die Rangfolge der Karten ist gegenüber dem gewöhnlichen Fleischlosen genau umgekehrt, das heißt die Neun ist die höchste Karte in jeder Farbe und das Ass die niedrigste. Das Spiel funktioniert wie das gewöhnliche fleischlose Solo, nur mit dem Unterschied, dass die hohen Karten selber wenig Punkte zählen und umgekehrt. Diese Variante ist auch als Von unten nach oben bekannt.

### Nullsolo
Das Nullsolo wird auch Null, Lumpensolo oder Bettel genannt, mancherorts auch Knochenlos, im Gegensatz zum Fleischlos.

#### Variante 1
Die Karten behalten die Rangfolge wie beim normalen Spiel beziehungsweise beim Farbsolo. Der Solospieler darf keinen einzigen Stich bekommen, sonst hat er verloren.

#### Variante 2
Die Karten erhalten die Rangfolge wie beim Fleischlosen. Der Solospieler darf keinen einzigen Stich bekommen, sonst hat er verloren.

#### Schlanker Martin
Beim Schlanken Martin ist alles verkehrt. Die erste Herz-Zehn sticht. Bei allen anderen Karten sticht die zweite identische Karte. Karo bleibt Trumpf. Der schlanke Martin ist ein Solo für einen Spieler mit schlechten Karten. Deswegen ist das Spiel auch limitiert auf einmal pro Spieler pro Abend, und alle anderen Soli gehen vor. Gezählt wird es mit einem Punkt, wenn der Spieler weniger Stiche als jeder der Gegner macht. Bei Stichgleichheit mit einem Gegner zählt das Spiel Null. Damit hat die Gegnerpartei eine strategische Chance.

### Hammelrennen
Das Hammelrennen ist eine Sonderform des Solospiels, da hier jeder Spieler für sich alleine spielt und nicht gegen drei Gegner als Partei. Das Hammelrennen hat ein besonderes Ziel: nicht soviele Punkte wie möglich zu erreichen, sondern möglichst genau 60 Punkte.
Diese (Sonder-)Regel wird dann sinnvoll, wenn z. B. eine Armut nicht angenommen wurde, so dass man davon ausgehen darf, dass kein Spieler ein gutes Blatt auf der Hand hat. Dann können im Hammelrennen alle Spieler beweisen, dass sie sich nicht vor der Annahme der Armutskarten trotz guten Blattes gedrückt haben.
Als weiteren Anlass ein Hammelrennen zu spielen, gibt es die Abmachung beim Spiel „aus dem Pott“, wenn dieser am Ende genau auf null Punkte gespielt wurde.

## Spiel mit mehr als vier Spielern
Hier werden Varianten beschrieben, bei denen mehr als vier Spieler gleichzeitig Karten erhalten und am Spiel teilnehmen.

### Tripelkopf
Dieses Spiel wird von sechs Spielern mit 1½ Doppelkopfblättern, also 3 × 24 Blatt gespielt. Jeder Spieler erhält zwölf Karten. In der Praxis wird meist zum normalen Doppelkopfblatt noch ein Skatblatt ohne Siebenen und Achten gemischt. Jede Karte ist daher im Spiel dreimal vorhanden. Das Spiel ohne Neunen ist ebenfalls möglich. Generell verläuft Tripelkopf sehr zufällig, so dass die meisten vom Doppelkopf her bekannten Spielstrategien mehr oder minder versagen. Als Sonderpunkte kommen gefangene Füchse und gegebenenfalls gefangene Dullen und gefangene Karlchen häufiger als beim Doppelkopf vor, alle anderen Sonderpunkte hingegen viel seltener. Es gibt einige vom Doppelkopf abweichende Besonderheiten.

#### Halbe Hochzeit (Verlobung)
Ein Spieler hält zwei Kreuz-Damen. Er spielt dann mit dem Besitzer der dritten Kreuz-Dame und einem weiteren Spieler, der durch den Findungsstich ermittelt werden muss, zusammen. Dabei kann es passieren, dass der Findungsstich an den Besitzer der dritten Kreuz-Dame geht, so dass zwei gegen vier Spieler spielen. Bei der Spielwertung erhält dann die Re-Partei doppelte Punkte. Es kann vereinbart werden, das eine Halbe Hochzeit nicht angesagt werden muss, was dann automatisch zum Spiel zwei gegen vier führt.

#### Ganze Hochzeit
Ein Spieler hält alle drei Kreuz-Damen. Die beiden Mitspieler müssen durch zwei Findungsstiche ermittelt werden. Auch hierbei kann es vorkommen, dass zwei gegen vier Spieler spielen (siehe oben). Außerdem kann der Besitzer der Ganzen Hochzeit allein spielen oder auch ein Stilles Solo spielen.

#### Schwein
Um ein Schwein ansagen zu können, muss ein Spieler beide Karo-Asse besitzen. Dann sind entweder alle Karo-Asse Schweine, was dem Spieler eine sehr starke Hand verleiht, oder nur ein Karo-Ass ist Schwein. Jedes Mal, wenn der Besitzer des Schweins ein Karo-Ass legt, muss er sofort sagen, ob dies eines der beiden Schweine oder der übrig gebliebene Fuchs ist.

#### Hyperschwein
Diese Regel ist beim Tripelkopf unüblich, da dann im Extremfall sechs Stiche von vornherein an einen Spieler gehen.

#### Doppelkopf
Ein Stich wird zum Doppelkopf, wenn er mindestens 40 Augen enthält.

#### Dritte schlägt zweite schlägt erste Dulle
Die Standardregel, dass die erste Dulle im Stich den Stich macht, kann wie beim Doppelkopf umgekehrt werden. Fallen zwei Dullen in einem Stich, so geht der Stich an den Spieler, der die zweite Dulle gespielt hat. Fallen alle drei Dullen in einem Stich, so geht der Stich an den Spieler, der die dritte Dulle gespielt hat. Bei dieser Variante gibt es keinen absolut höchsten Trumpf im Spiel bis zu dem Zeitpunkt, zu dem die zweite Dulle gespielt wird. Wenn ein Spieler alle drei Dullen hält oder zwei Dullen hält und die dritte Dulle bereits gespielt wurde, gilt dies nur für die fünf anderen Spieler. Außerdem bevorzugt diese Regel die Re-Partei. Wenn noch zwei oder alle drei Dullen im Spiel sind, muss die Kontra-Partei eine Dulle riskieren, um einen Stich bekommen zu können. Die Re-Partei kann das gleiche Ziel jedoch alternativ mit einer Dulle oder einer Kreuz-Dame erreichen.

### Doppelkopf zu sechst
Dieses Spiel wird von sechs Spielern mit einem normalen Doppelkopfblatt, also 2 × 24 Blatt gespielt und ist daher nicht mit dem oben erwähnten Tripelkopf zu verwechseln. Jeder Spieler erhält acht Karten. Das Spiel ohne Neunen ist nicht möglich. Es gelten die beim Doppelkopf üblichen Regeln und gegebenenfalls Sonderregeln. Üblicherweise wird ein Stich zum Doppelkopf, wenn er mindestens 60 Augen enthält. Für einen reinen Herz-Stich (Herz Durchlauf; hier nur möglich, wenn jeder Spieler genau eine Herz-Fehlfarbenkarte hält und zuvor nicht abwerfen konnte) kann ein Sonderpunkt vergeben werden.
Für die Spielfindung gibt es zwei Varianten:
1. Die beiden Besitzer der Kreuz-Damen spielen gegen die anderen vier Spieler, bei einer Hochzeit wird entsprechend ein Mitspieler per Findungsstich gesucht. Dabei kann es je nach Regeln für den Findungsstich passieren, dass der Besitzer der Hochzeit allein spielt. Bei der Spielwertung erhält die Re-Partei doppelte Punkte.
2. Die beiden Besitzer der Kreuz-Damen spielen mit einem dritten Spieler zusammen, der per Findungsstich gesucht werden muss. Dabei kann es je nach Regeln für den Findungsstich passieren, dass die beiden Besitzer der beiden Kreuz-Damen trotzdem gegen die vier anderen Spieler spielen. Dann erhält die Re-Partei bei der Spielwertung doppelte Punkte. Bei einer Hochzeit werden zwei Mitspieler per Findungsstich gesucht. Auch hier kann es je nach Regeln für die Findungsstiche vorkommen, dass die Re-Partei nur aus zwei Spielern besteht oder der Besitzer der Hochzeit allein spielt.

### Doppelkopf zu fünft

#### Variante 1
Dieses Spiel wird mit einem Doppelkopfblatt ohne Neunen, also 2 × 20 Blatt gespielt. Jeder Spieler erhält acht Karten. Das Spiel mit Neunen ist nicht möglich. Es gelten die beim Doppelkopf üblichen Regeln und gegebenenfalls Sonderregeln. Üblicherweise wird ein Stich zum „Doppelkopf“, wenn er mindestens 50 Augen enthält. Außerdem kann die Fehlfarbe Herz nicht als reiner Herzstich durchlaufen, da nur vier Herz-Fehlfarbenkarten im Spiel sind. Die beiden Besitzer der Kreuz-Damen spielen gegen die drei anderen Spieler. Alternativ können nur drei Neunen entfernt werden, so dass 45 Karten im Spiel sind und jeder Spieler 9 Karten bekommt.

#### Variante 2
Diese Variante ist mit einem handelsüblichen Doppelkopfblatt mit Neunen nicht möglich, da 12 Karten hinzugefügt werden: Achter in allen Farben sowie Siebenen in den Farben Karo und Herz (jede Karte doppelt), die keine Augen zählen. Es werden also zwei Skat-Blätter gebraucht. Das Blatt besteht somit 60 Karten mit weiterhin insgesamt 240 Augen und jeder Spieler erhält wie im Spiel zu viert 12 Handkarten. Wie gehabt spielen im Normalspiel die Kreuz-Damen zusammen, die Re-Partei besteht aus zwei Spielern und Kontra aus dreien; in der Bewertung wird der Spielwert für Re verdreifacht und für Kontra verdoppelt. Beim Solo wird in der Bewertung der Spielwert für den Solisten vervierfacht.
Jeder der 12 Stiche enthält weiterhin durchschnittlich 20 Augen, jedoch können Stiche, da sie 5 statt 4 Karten enthalten, erheblich wertvoller als zu viert sein. Die Wahrscheinlichkeit, dass ein Herz-Stich durchgeht, ist genauso hoch wie für die schwarzen Fehlfarben. Da der Farbe jedoch zwei zusätzliche Luschen hinzugefügt werden, sind Herz-Stiche tendenziell weniger wert.
Bei einem Normalspiel (keine Hochzeit) wird an die Re-Partei der Sonderpunkt Gegen die Jungen/Neuen vergeben, wenn sie gewinnt; der Sonderpunkt Gegen die Alten fällt weg. Bei einer Hochzeit bleibt der Sonderpunkt Gegen die Alten für den Sieg von Kontra wie gehabt.
Ein Doppelkopf ist ein Stich, der 40 Augen enthält. Ein Unechter Doppelkopf ist ein Doppelkopf, in dem nur drei Volle (Zehner oder Asse) liegen (beispielsweise ein Stich mit zwei Assen, einer Zehn und zwei Königen oder drei Assen, einer Dame und einem König) und ist ein weiterer Sonderpunkt.
Bei einem Solo, das kein Kreuz-Farbsolo ist, ist Kreuz eine überlange Fehlfarbe. Bei einem Solo, das kein Farbsolo ist, ist Herz eine überlange Fehlfarbe.
Als Variante zur Hochzeit kann ein Spieler, der beide Kreuz-Damen erhält, seinen Vorbehalt als Rufspiel taufen und eine Fehlfarbenkarte rufen, die er selbst im Blatt hat und kein Ass ist. Der (eindeutige) Spieler mit dem anderen Exemplar der Karte bildet mit dem Spieler die Re-Partei. Das schließt die Möglichkeit mit ein, dass der Spieler beide Exemplare besitzt; in diesem Fall spielt der Spieler ein heimliches Solo. Der Partner des Spielers muss die gerufene Karte auf einen in der entsprechenden Fehlfarbe begonnenen Stich bedienen, sofern er sie noch auf der Hand hält. Beim Rufspiel bleibt der Sonderpunkt Gegen die Alten für den Sieg von Kontra wie gehabt.

## Spiel mit Drei Spielern
Es gibt drei Varianten des Spiels mit drei Spielern:

### Solospiel Variante
Es wird mit einem Doppelkopfblatt ohne Neunen gespielt. Jeder Spieler erhält 12 oder 13 Karten, die restlichen Karten werden verdeckt in die Mitte gelegt. Im Uhrzeigersinn werden nun die Spieler vom Geber gefragt, ob sie ein Solo spielen möchten. Möchte keiner der beiden spielen, muss der Geber ein Solo spielen. Der Solospielende ist nun berechtigt die Karten aus der Mitte aufzunehmen und 4 bzw. 1 Karten seiner Wahl als seinen ersten Stich auszusortieren. Nun wird nach normalen Doppelkopfregeln Solo gespielt.

### Normalspiel-Variante ohne Neunen
Diese Methode wird eher als Spaß-Doppelkopf verstanden, da keine Punktverteilung existiert. Es wird mit einem Doppelkopfblatt ohne Neunen gespielt, wobei ein Herzkönig aussortiert wird. Nun wird nach normalen Doppelkopfregeln gespielt, wobei jeder Spieler 13 Karten erhält und alle gegen alle spielen. Des Weiteren wird im Normalfall nur der Verlierer, nicht aber der Gewinner errechnet.

### Normalspiel-Variante mit Neunen
Es wird mit einem normalen Doppelkopfblatt gespielt, also 2 × 24 Blatt. Jeder Spieler erhält 16 Karten. Das Spiel ohne Neunen ist nicht möglich. Jeder spielt für sich alleine, die Kreuz-Damen haben darauf keinen Einfluss. Es existiert auch keine Re- oder Kontra-Partei und somit entfällt die Partnersuche, wodurch sich Doppelkopf zu dritt von allen anderen Doppelkopfvarianten deutlich unterscheidet.

#### Zählweisen
Es gibt mehrere Möglichkeiten:
- Für das Erreichen von 30, 60, 90 und 120 Augen gibt es jeweils einen, für 150 und 180 jeweils zwei und für das Erreichen von 210 und 240 Punkten oder allen Stichen jeweils drei Punkte. Nach dem Zählen erhält der Sieger zwei Extrapunkte, der Zweite einen.
- Gewinner ist der Spieler mit den meisten Augen, mindestens 81 Augen. Für den Sieg gibt es einen Punkt, für 90 oder mehr (120, 150, 180, 210, alle Stiche) jeweils einen weiteren.
- Sonderpunkte für Doppelköpfe, Karlchen Müller und gegebenenfalls eine gefangene Dulle bleiben erhalten oder es wird ganz auf Sonderpunkte verzichtet. Ein Stich wird zum „Doppelkopf“, wenn er mindestens 30 Augen enthält. Ob ein gefangener Fuchs einen Sonderpunkt gibt, sollte vereinbart werden.

#### An- und Absagen
Re oder Kontra gibt es außer beim Solo nicht, Absagen sind im Normalspiel möglich, werden jedoch invers gehandhabt. Ein Spieler sagt, dass er eine Mindestpunktzahl von 90 oder mehr (120, 150, 180, 210, alle Stiche) erreichen wird. Für jede eingehaltene Absage gibt es einen Extrapunkt. Wenn der Spieler sein Absage nicht einhält, so ist er automatisch Verlierer und erhält für die nicht eingehaltenen Absagen Minuspunkte anstelle der Pluspunkte.

#### Soli
Für Soli gelten die üblichen Regeln, ein Spieler spielt gegen die beiden anderen und gewinnt mit mindestens 121 Augen. An- und Absagen erfolgen hier wie beim Doppelkopf mit vier oder mehr Spielern.